# La mia banda suona il pop
La mia banda suona il pop è un film del 2020 diretto da Fausto Brizzi.

## Trama
Tony, Lucky, Micky e Jerry sono quattro ex componenti del gruppo musicale Popcorn, divenuti molto famosi negli anni ottanta e poi caduti in disgrazia. Tony si è ridotto a esibirsi in matrimoni, feste e cerimonie di dubbio gusto; Lucky è un ipocondriaco impiegato nella ferramenta della moglie Mirella; Micky è diventata una presentatrice di programmi di cucina con un problema di alcolismo mentre Jerry fa l'artista di strada nelle piazze di Roma, litigando coi gladiatori ai quali fa scappare i turisti.
Il loro ex manager Franco viene contattato da Olga, responsabile della sicurezza del magnate russo Ivanov, per organizzare una reunion del gruppo per un solo concerto da svolgersi in occasione del cinquantesimo compleanno di Ivanov, a San Pietroburgo. Inizialmente restii ad accettare l'offerta a causa di frequenti litigi, i quattro decidono finalmente di accettare la proposta grazie all'entità del compenso: 50 000 euro a testa. Successivamente, Franco rivela al gruppo che Olga sta organizzando un grande colpo per svaligiare il caveau del magnate russo proprio durante la loro esibizione e loro sono il diversivo utile affinché il colpo riesca. A questo punto, i quattro decidono di anticipare Olga saltando il concerto e rubando la refurtiva prima di lei. Tuttavia Olga li scopre e inizia a inseguirli, sguinzagliando prima una tigre e poi i suoi uomini. Antonio e Luciano, con la refurtiva (dei diamanti grezzi dal valore di 250.000.000 €) si nascondono, ma vengono scoperti da Olga e proprio quando ella sta per ucciderli arriva Franco da dietro che la tramortisce.
Mentre stanno per prendere la macchina e scappare verso l'aeroporto, dalla sala del concerto si leva un coro che inneggia a loro, i Popcorn. Presi dall'entusiasmo (non avevano mai avuto un pubblico così numeroso) decidono di ritardare la fuga e di esibirsi per Ivanov. Mentre si esibiscono, Olga, rinvenuta, torna alla sala del concerto, decisa a fermare il gruppo a concerto finito. Ad un certo punto, la polizia russa irrompe nella sala, arrestando sia i Popcorn sia Franco, caricandoli su una camionetta. Si scopre sul mezzo che è tutta una montatura organizzata da Franco (non sono veri poliziotti) per raggiungere l'aeroporto senza destare sospetti e fuggire con un jet privato, insieme ai diamanti. Così per i cinque inizia una nuova vita.
Nella scena durante i titoli di coda, il gruppo si trova in un luogo esotico a godersi i soldi guadagnati con i diamanti, quando si presenta davanti a loro Olga, nelle vesti di barista, decisa a riprendersi la refurtiva.

## Promozione
Il primo trailer del film viene diffuso il 27 gennaio 2020.

## Distribuzione
La pellicola è stata distribuita nelle sale cinematografiche italiane a partire dal 20 febbraio 2020.

## Accoglienza

### Incassi
Nel primo fine settimana di programmazione, la pellicola incassa 240 000 euro posizionandosi all'ottavo posto del botteghino italiano.